# Harricana
Harricana (fr. Rivière Harricana, ang. Harricana River) – rzeka we wschodniej Kanadzie, w prowincjach Quebec i Ontario. Od źródła przez większość swej długości rzeka przepływa przez Quebec (80% powierzchni jej dorzecza znajduje się na obszarze tej prowincji), jednak jej ujście znajduje się na obszarze Ontario.
Harricana wypływa z jeziora Lac Blouin niedaleko miasta Val-d’Or. Na odcinku aż do miasta Amos przepływa przez liczne jeziora, m.in. Lac de Montigny, Lac Malartic, Lac la Motte. Za Amos aż do ujścia rzeka przepływa przez niezagospodarowane obszar otoczone głównie lasami borealnymi. Niedługo po przekroczeniu granicy Quebecu z Ontario Harricana wpada do Zatoki Jamesa ok. 60 km od miasta Moosonee.
Jedynym miastem przez które przepływa jest Amos.
Główne dopływy rzeki to:
- Turgeon,
- Plamondon,
- Samson.